# Zohra Drif
Zohra Drif (en arabe : زهرة ظريف) née le 28 décembre 1934 à Tiaret en Algérie, est une moudjahida (militante de l'indépendance algérienne), une avocate et une femme politique algérienne, ancienne sénatrice et ancienne vice-présidente du Conseil de la nation.
Elle fut l'épouse de Rabah Bitat, un des neuf chefs historiques du FLN. Elle-même est considérée en Algérie comme une héroïne de la Révolution algérienne et de la guerre d'indépendance contre la colonisation française ; elle a notamment fait partie du « Réseau bombes » en tant que poseuse de bombe lors de la bataille d'Alger, aux côtés d'Ali la Pointe, d'Hassiba Ben Bouali et de Yacef Saâdi, chef de la Zone autonome d'Alger.

## Biographie

### Enfance et études
Zohra Drif, issue d'une famille bourgeoise, passe son enfance à Vialar aujourd'hui Tissemsilt, où son père est cadi. Il l'envoie faire ses études secondaires au lycée Fromentin à Alger, puis elle étudie à la faculté de droit d'Alger.
Avec la littérature française, elle découvre le Siècle des Lumières, la Révolution française de 1789 et les libertés individuelles, ce qui l'amène à réfléchir à la situation en Algérie et à être révoltée par la colonisation et par les différences établies de longue date entre colons et indigènes juifs d'une part, indigènes musulmans d'autre part, différences que n'ont pas fait disparaître l'ordonnance du 7 mars 1944, ni le Statut de 1947.

### Militantisme et prison
Après le début de l'insurrection (novembre 1954), elle entre assez vite dans les réseaux du FLN, et fait partie d'une unité active dans la Zone autonome d'Alger.
Le 30 septembre 1956, cette unité est chargée de placer trois bombes : celle du Maurétania qui n'explosera pas, celle du bar de la cafétéria de la rue Michelet et celle qu'elle dépose elle-même dans un café-bar, le Milk-Bar, fréquenté par des Pieds-Noirs : l'attentat tue trois jeunes femmes et fait une douzaine de blessés, dont de nombreux enfants.

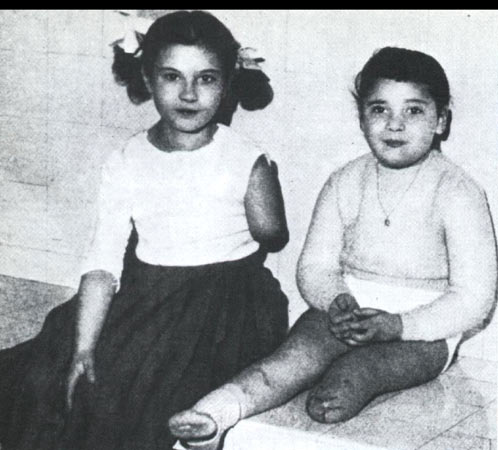
Nicole Guiraud, âgée de 10 ans et Danielle Michel-Chich, âgée de 7 ans, victimes de l'engrenage de la violence lors de l'attentat du Milk-Bar à Alger, perpétré par le « réseau bombes » de Yacef Saadi ; la bombe est déposée par Zohra Drif le 30 septembre 1956.

En janvier 1957, les autorités françaises déclenchent la « bataille d'Alger ». La ZAA est fortement touchée par les parachutistes commandés par le général Massu (arrestation de Larbi Ben M'hidi, départ du CCE du FLN pour Tunis).
En juillet et août 1957, Zohra Drif assiste aux deux entretiens qui ont lieu entre Yacef Saâdi et Germaine Tillion (4 juillet et 9 août).

### La prison
Le 22 septembre 1957 elle est arrêtée, ainsi que Yacef Saâdi, dans leur refuge de la rue Caton dans la casbah d'Alger ; en août 1958 elle est condamnée à vingt ans de travaux forcés par le tribunal militaire d'Alger pour terrorisme.
D'abord incarcérée dans le quartier des femmes de la prison de Barberousse, elle est ensuite transférée dans diverses prisons françaises. Elle vit alors dans l'obsession de la peine capitale. En 1960 elle écrit son témoignage intitulé La mort de mes frères.
Zohra Drif est finalement graciée par le général de Gaulle lors de l'indépendance de l'Algérie en 1962.

### Après l'indépendance
Avocate et enseignante, elle est députée à l'Assemblée constituante puis membre du Conseil de la nation (dont elle est ensuite nommée vice-présidente) jusqu'en janvier 2016, son mandat n'étant pas reconduit à cette date par le président de la république. Zohra Drif fait partie des personnes qui critiquent le nouveau Code de la famille dès sa promulgation en 1984.
Au Conseil de la nation, elle préside le Groupe d’amitié Algérie-France ; selon elle, le rôle de ce groupe est de « promouvoir des relations d’amitié avec le peuple français », des « relations de confiance » entre parlementaires algériens et français, de « discuter des problèmes qui intéressent nos deux peuples en toute franchise ». Elle indique aussi que, « dès la Déclaration du 1er novembre 1954, le FLN a dit, et cela a été ensuite constant, que nous combattons les forces colonialistes et non le peuple français ».

### Le débat de Marseille (avril 2012)

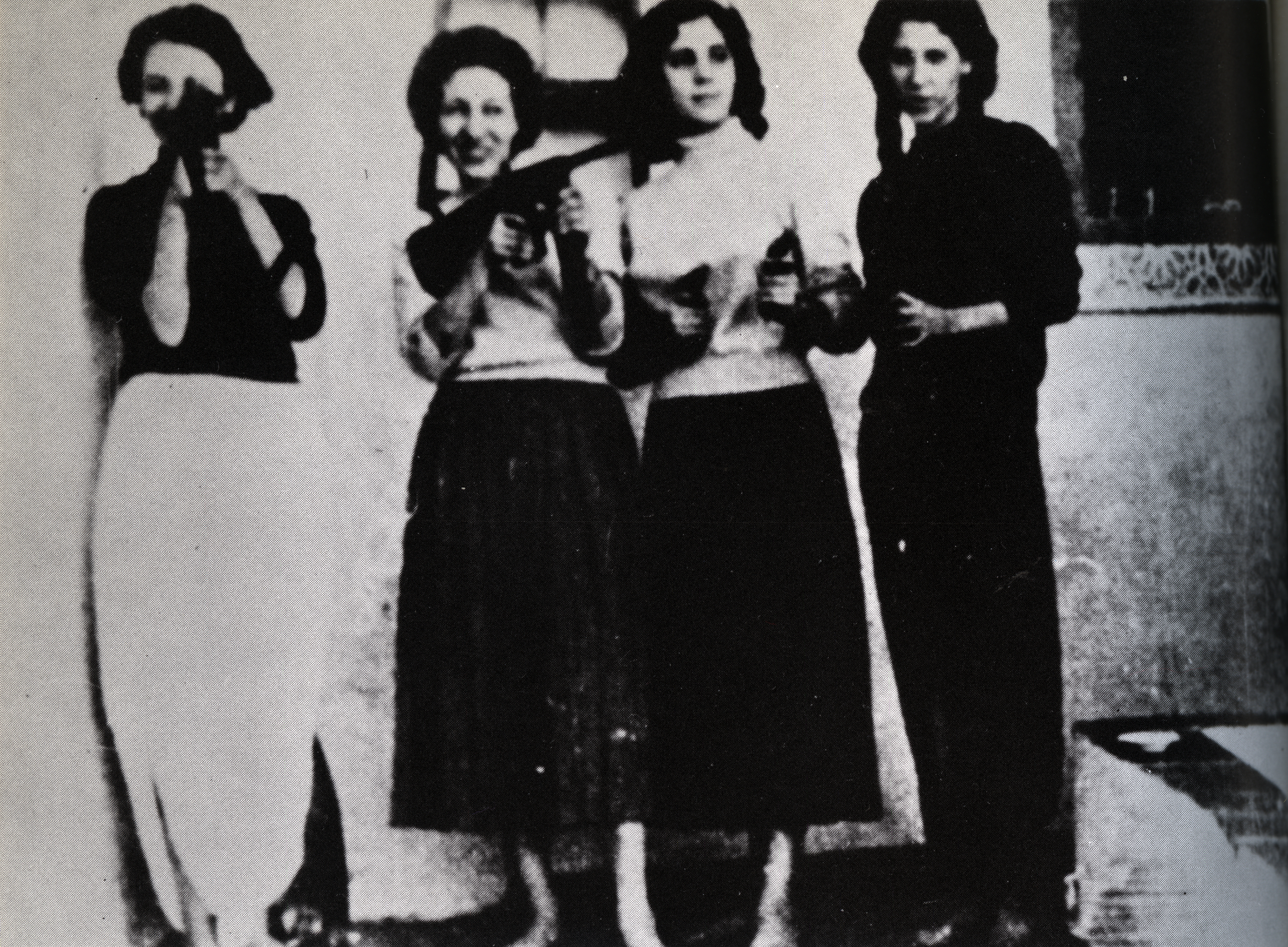
Les « poseuses de bombes ». De gauche à droite : Samia Lakhdari, Zohra Drif, Djamila Bouhired et Hassiba Ben Bouali.

Lors d'un forum débat, La guerre d’Algérie, cinquante ans après, organisé par le magazine Marianne, France Inter et El-Khabar à Marseille les 30, 31 mars et 1er avril 2012, Zohra Drif, en présence de Danielle Michel-Chich, une des victimes de l'attentat du Milk Bar (alors âgée de cinq ans), s'attire les foudres du public : 
« Vous êtes une criminelle de guerre ! Vous avez tué des enfants ! »
Elle se défend en ces termes :  
« Nous avons pris les armes pour combattre un système. Ce genre de système ne vous laisse d’autre choix que de mourir pour vivre dans votre pays. »
Danielle Michel-Chich publie également Lettre à Zohra D. (Flammarion, 2012).
Lorsque Danielle Michel-Chich l’interroge sur la légitimité de son geste, Zohra Drif répond :  
« Ce n’est pas à moi qu’il faut vous adresser, c’est à tous les pouvoirs français qui sont venus asservir mon pays. Bien sûr, que ce soit à titre personnel et à titre humain, tous les drames, que ce soit les vôtres ou que ce soit les nôtres, sont bouleversants. Mais nous n'étions pas dans une confrontation personnelle, nous étions dans une guerre. Nous étions pris dans une tourmente qui nous dépassait, qui vous dépassait ».
Elle poursuit en justifiant ces actions par l'état de guerre, considérant que les victimes civiles sont tout aussi inévitables que, par exemple, lors du bombardement de Dresde.

## Mandats
- Membre de l'Assemblée constituante (1962-1964)
- Après son emprisonnement, elle devient membre du Conseil de la nation, la chambre haute du parlement algérien. Elle en deviendra finalement la vice-présidente. Elle perd son siège en janvier 2016. Durant son mandat au Conseil, elle préside le « groupe d'amitié Algérie-France » (groupe de bonne volonté algéro-français).

## Décorations
- Djadir de l'ordre du Mérite national d'Algérie.